# Harvest (Album)
Harvest ist das vierte Studioalbum des kanadischen Musikers Neil Young. Es erschien am 1. Februar 1972 bei Reprise Records, avancierte zum weltweiten Nummer-eins-Erfolg sowie zur erfolgreichsten Soloveröffentlichung Youngs mit 7,4 Millionen verkauften Einheiten.

## Entstehung und Veröffentlichung
Nachdem sich Crosby, Stills, Nash & Young aufgelöst hatte, bat Neil Young die Stray Gators um Country-Musik für dieses Country-Rockalbum. Bei den Aufnahmen wirkten zudem das London Symphony Orchestra sowie seine ehemaligen Bandmitglieder David Crosby, Stephen Stills und Graham Nash sowie Linda Ronstadt und James Taylor mit. Das Cover des Albums gestaltete Tom Wilkes.
Der Erfolg des Albums erreichte Neil Young über Nacht. Er reagierte mit einem Rückzug von dem Rummel, der nun um seine Person gemacht wurde. Später schrieb er dazu: „Heart of Gold brachte mich auf die Mitte der Straße. Dort zu verweilen wurde für mich schnell langweilig, so steuerte ich auf den Graben zu. Eine schwierigere Fahrt, aber ich lernte dort interessantere Leute kennen.“

## Inhalt
In einigen Stücken griff er bekannte Themen auf. In Alabama – wie schon in Southern Man auf der vorherigen LP After the Gold Rush – widmete er sich dem US-amerikanischen Süden; Words steht in der musikalischen Tradition langer Gitarrenstücke wie Down by the River oder Cowgirl in the Sand. The Needle and the Damage Done erzählt von Danny Whittens Absturz in die Heroin-Abhängigkeit; Whitten war der Gitarrist, mit dem Young seit Bestehen der Band Crazy Horse zusammengearbeitet hatte; sowie vom Roadie Bruce Berry. Das Stück Old Man schrieb Young über den Verwalter seiner nordkalifornischen Broken Arrow Ranch, die er 1970 für 350.000 US-Dollar erworben hatte. Der Song vergleicht das Leben eines jungen (Young) mit dem eines alten Mannes (Verwalter).

## Titel
Alle Titel des Albums wurden von Neil Young geschrieben und komponiert.
Seite 1
1. Out on the Weekend – 4:35
2. Harvest – 3:11
3. A Man Needs a Maid – 4:05
4. Heart of Gold – 3:07
5. Are You Ready for the Country? – 3:33

Seite 2
1. Old Man – 3:24
2. There’s a World – 2:59
3. Alabama – 4:02
4. The Needle and the Damage Done (Konzertaufnahme vom 30. Januar 1971) – 2:03
5. Words (Between the Lines of Age) – 6:40

## Rezeption
Zum Zeitpunkt der Veröffentlichung waren die Kritiken durchwachsen. John Mendelsohn vom Rolling Stone nannte das Album eine „enttäuschende Runderneuerung von früheren Songs“, was seinen Erfolg beim Publikum jedoch nicht schmälerte. Im Laufe der Jahre wurden auch die Kritiken positiver. Die Leser der Zeitschrift Q wählten Harvest 1998 auf Platz 64 der besten Alben aller Zeiten. Auch der Rolling Stone revidierte seine Kritik. In seiner Liste „The 500 Greatest Albums of All Time“ rangiert Harvest zwischenzeitlich auf Platz 78, im Jahr 2003 rangierte es auf Rang 82.

## Singleauskopplungen
| Jahr | Titel         | Höchstplatzierung, Gesamtwochen, AuszeichnungChartplatzierungen (Jahr, Titel, , Platzierungen, Wochen, Auszeichnungen, Anmerkungen) | Höchstplatzierung, Gesamtwochen, AuszeichnungChartplatzierungen (Jahr, Titel, , Platzierungen, Wochen, Auszeichnungen, Anmerkungen) | Höchstplatzierung, Gesamtwochen, AuszeichnungChartplatzierungen (Jahr, Titel, , Platzierungen, Wochen, Auszeichnungen, Anmerkungen) | Höchstplatzierung, Gesamtwochen, AuszeichnungChartplatzierungen (Jahr, Titel, , Platzierungen, Wochen, Auszeichnungen, Anmerkungen) | Anmerkungen                                                 |
| Jahr | Titel         | DE | UK | US | CA | Anmerkungen                                                 |
| ---- | ------------- | --- | --- | --- | --- | ----------------------------------------------------------- |
| 1972 | Heart of Gold | DE6 (23 Wo.)DE | UK10 Gold · (11 Wo.)UK | US1 Gold · (14 Wo.)US | CA1 (… Wo.)CA | Erstveröffentlichung: 22. Januar 1972 Verkäufe: + 1.480.000 |
| 1972 | Old Man       | — | — | US31 (9 Wo.)US | CA4 (… Wo.)CA | Erstveröffentlichung: 17. April 1972                        |

## Kommerzieller Erfolg

### Chartplatzierungen
Harvest avancierte zum Nummer-eins-Album in Kanada, den Niederlanden, den Vereinigten Staaten und im Vereinigten Königreich. In Österreich und der Schweiz platzierte sich das Album erstmals nach einer Wiederveröffentlichung 2022.
| ChartsChartplatzierungen       | Höchstplatzierung | Wochen |
| ------------------------------ | ----------------- | ------ |
| Deutschland (GfK)              | 4 (39 Wo.)        | 39     |
| Österreich (Ö3)                | 38 (1 Wo.)        | 1      |
| Schweiz (IFPI)                 | 19 (2 Wo.)        | 2      |
| Vereinigte Staaten (Billboard) | 1 (41 Wo.)        | 41     |
| Vereinigtes Königreich (OCC)   | 1 (35 Wo.)        | 35     |

| ChartsJahrescharts (1972) | Platzierung |
| ------------------------- | ----------- |
| Deutschland (GfK)         | 10          |

### Auszeichnungen für Musikverkäufe
Das Album verkaufte sich laut Schallplattenauszeichnungen über 7,4 Millionen Mal weltweit und war im Jahr 1972 das meistverkaufte Album in den Vereinigten Staaten.
| Land/Region                  | Auszeichnungen für Musikverkäufe (Land/Region, Auszeichnung, Verkäufe) | Verkäufe  |
| ---------------------------- | ---------------------------------------------------------------------- | --------- |
| Australien (ARIA)            | 7× Platin                                                              | 490.000   |
| Belgien (BRMA)               | Platin                                                                 | 50.000    |
| Deutschland (BVMI)           | 3× Gold                                                                | 750.000   |
| Frankreich (SNEP)            | Diamant                                                                | 1.000.000 |
| Italien (FIMI)               | Gold                                                                   | 25.000    |
| Neuseeland (RMNZ)            | 4× Platin                                                              | 60.000    |
| Norwegen (IFPI)              | Silber                                                                 | 20.000    |
| Schweiz (IFPI)               | Platin                                                                 | 50.000    |
| Spanien (Promusicae)         | Platin                                                                 | 100.000   |
| Vereinigte Staaten (RIAA)    | 4× Platin                                                              | 4.000.000 |
| Vereinigtes Königreich (BPI) | 3× Platin                                                              | 900.000   |
| Insgesamt                    | 1× Silber · 2× Gold · 22× Platin · 1× Diamant ·                        | 7.445.000 |

Hauptartikel: Neil Young/Auszeichnungen für Musikverkäufe